# پس‌لرزه (فیلم ۲۰۱۰)
«پس‌لرزه» (انگلیسی: Aftershock (2010 film)) فیلمی در ژانر فاجعه است که در سال ۲۰۱۰ منتشر شد. از بازیگران آن می‌توان به لی چن اشاره کرد.

## داستان
لی یوآننی و شوهرش فانگ داکیانگ و فرزندان دوقلویشان فانگ دنگ و فانگ دا در یک آپارتمان کوچک در تانگشان زندگی می کنند. یک شب در سال ۱۹۷۶، پس از خواباندن فرزندان خود، ناگهان زلزله ای رخ می دهد...